# Uranophora splendida
Uranophora splendida är en fjärilsart som beskrevs av Herrich-Schäffer 1854. Uranophora splendida ingår i släktet Uranophora och familjen björnspinnare. Inga underarter finns listade i Catalogue of Life.